# Oxycarbure de silicium
Un oxycarbure de silicium est un composé chimique de formule générique SiOxCy, où x est inférieur à 2 et y est non nul ; en d'autres termes, c'est un type de verre qui contient du carbone en substitution de certains atomes d'oxygène dans la matrice de dioxyde de silicium, ainsi que des particules de carbone amorphe et de carbure de silicium,. Ces matériaux sont intéressants pour leur dureté et pour leur résistance aux hautes températures. Leur stœchiométrie variable permet d'ajuster leurs propriétés physiques en faisant varier les conditions opératoires de leur production.
De l'oxycarbure de silicium amorphe peut se former comme produit de pyrolyse de polymères précéramiques comme le polycarbosilane. De tels matériaux sont étudiés notamment du point de vue de leur intérêt pour la réalisation de pièces en céramique par stéréolithographie. Lorsqu'ils sont produits à partir de polymères précurseurs, les oxycarbures de silicium forment une large part des matériaux connus sous le nom de céramiques dérivées de polymères.
Les oxycarbures de silicium sont utilisés notamment comme matériaux pour électrodes. Ils permettent d'atteindre des capacités de stockage lithium-ion atteignant de 600 à 700 mA h g−1 avec une dilatation par lithiation ne dépassant pas 7 %,, et une conductivité électrique élevée. Ils peuvent servir à l'anode de matrice pour nanoparticules d'étain et d'antimoine, qui limitent la dilatation lors de la lithiation et permettent des capacités de stockage théoriques de 992 et 660 mA h g−1 avec une fenêtre de lithiation/délithiation de 0,01 à 1,5 V par rapport à Li+/Li. La pyrolyse de polymères précéramiques comme le poly(méthylhydrosiloxane) contenant des précurseurs organométalliques comme le 2-éthylhexanoate d'étain et le 2-éthylhexanoate d'antimoine, éventuellement avec du divinylbenzène, permet d'obtenir de tels matériaux.